# Línia 4 (Rodalies València)
La línia 4 va ser una de les sis línies de rodalia de València. Va ser tancada el 3/04/2020.